# Georges-Victor Legros
Georges-Victor Legros (* 28. Mai 1862 in Aubusson, Département Creuse; † 3. September 1940 in Montrichard, Département Loir-et-Cher) war Arzt in Montrichard und Mitglied der französischen Nationalversammlung von 1914 bis 1932. 

## Leben
Legros war ein Freund und Bewunderer des großen französischen Naturwissenschaftlers (Entomologen) und Schriftstellers Jean-Henri Fabre. Auf seinen Vorschlag beschloss die französische Nationalversammlung am 14. Juli 1914 ein Gesetz, aufgrund dessen Fabres Harmas in Sérignan-du-Comtat, Vaucluse vom Staat angekauft und dem Muséum national d’Histoire naturelle zu Eigentum übertragen wurde, das es bis heute verwaltet; den direkten Nachkommen Fabres wurde ein lebenslanges Nutzungsrecht eingeräumt. Fabres Tochter aus 1. Ehe, Aglaë, die ihren Vater bis zu seinem Tod 1915 versorgte, lebte dort bis 1931. Heute ist der Harmas als staatliches Museum dem Publikum geöffnet.
Legros war der erste Biograf  Fabres. Sein Buch 'La Vie de J.-H. Fabre, Naturaliste' (Librairie Delagrave Paris), erschien erstmals 1913 und danach in mehreren Auflagen; es ist eine der wichtigsten Quellen für Fabres Lebenslauf. Die englische Übersetzung von Bernard Miall erschien bereits 1913 unter dem Titel Fabre, Poet of Science bei T. Fisher Unwin, London.